# Pessina Cremonese
Pessina Cremonese – miejscowość i gmina we Włoszech, w regionie Lombardia, w prowincji Cremona.
Według danych na rok 2004 gminę zamieszkiwało 755 osób, 34,3 os./km².